# Rio Piranhas
Le rio Piranhas, appelé également rio Açu, est un petit fleuve côtier du nord-est du Brésil. 

## Géographie
Il prend sa source dans le sud-est de l'État de la Paraíba, près de la frontière avec l'État du Ceará, et coule en direction nord-nord-est à travers les États de la Paraíba et du Rio Grande do Norte. Il finit par se jeter dans l'Océan Atlantique aux environs de la ville de Macau.

## Affluents
Son affluent principal est le rio Seridó, qui provient du plateau de Borborema (Paraíba central), et coulant vers le nord-ouest finit par lui apporter ses eaux.

## Les débits mensuels à Jardim de Piranhas
Le débit de la rivière a été observé pendant 25 ans (1962-1986) à Jardim de Piranhas, localité de l'État de Rio Grande do Norte située à quelque 212 kilomètres de son débouché dans l'Océan Atlantique. 
À Jardim de Piranhas, le débit annuel moyen ou module observé sur cette période était de 79 m3/s pour un bassin versant de 22,875 km2.
La lame d'eau écoulée dans l'ensemble du bassin atteint ainsi le chiffre de 108 millimètres par an.
Le rio Piranhas est en fait un fleuve assez abondant, mais il est extrêmement irrégulier et connait de longues périodes de maigres qui peuvent se prolonger plusieurs années en cas de sécheresse dans le nordeste brésilien. Sur la période d'observation de 25 ans, le débit mensuel minimal a été de 0 m3/s (fleuve complètement à sec), tandis que le débit mensuel maximal s'élevait à 1 999 m3/s.

## Aménagement du fleuve
Une grande retenue d'eau a été créée à la suite de la construction à six km en amont de la ville d'Açu, dans l'État de Rio Grande do Norte, du barrage Armando Ribeiro Gonçalves (pt). Celui-ci a formé sur le cours inférieur du rio Piranhas un grand lac accumulant 2 milliards 400 millions de mètres cubes d'eau. Cela a permis la pérennisation du fleuve. Depuis le lac s'est développé un réseau de conduites qui approvisionnent en eau potable la population de plusieurs villes de l'État de Rio Grande do Norte, et de canaux qui assurent l'irrigation de terres fertiles utilisées pour la culture de fruits.